# Алієв Іслам Садикович
Іслам Садикович (Садик огли) Алієв (вересень 1897, село Міскінлі (Карабулах) Джебраїльського повіту Єлизаветпольської губернії, тепер Азербайджан — розстріляний 4 жовтня 1938, місто Ташкент, тепер Узбекистан) — радянський державний діяч, 1-й секретар Кара-Калпацького обласного комітету КП(б) Узбекистану.

## Життєпис
Народився у вересні 1897 року в родині сільського мулли. З 1907 по 1914 рік навчався в тюркській духовній семінарії в Єлизаветполі, закінчив три курси.
З 1914 по 1917 рік працював вчителем сільської школи села Далляр Єлизаветпольського повіту Єлизаветпольської губернії. З 1917 по 1920 рік — вчитель і завідувач сільської школи села Карабулах Джебраїльського повіту Єлизаветпольської губернії.
Член РКП(б) з листопада 1919 року.
У 1920 році — голова Кадабецького комітету КП(б) Азербайджану.
У липні 1920 — лютому 1921 року — відповідальний секретар Шамхорського повітового комітету КП(б) Азербайджану.
У грудні 1921 — липні 1922 року — інструктор Балахна-Сабунчинського районного комітету КП(б) Азербайджану міста Баку.
У липні 1922 — жовтні 1924 року — відповідальний секретар Бінагадинського (Промислового) районного комітету КП(б) Азербайджану міста Баку.
У жовтні 1924 — квітні 1925 року — інструктор Бакинського міського комітету і ЦК КП(б) Азербайджану по роботі серед студентства, секретар бюро пролетарського студентства, слухач робітничого факультету в місті Баку.
У квітні 1925 — червні 1929 року — відповідальний секретар Геокчайського повітового комітету КП(б) Азербайджану.
У червні — серпні 1929 року — відповідальний секретар Карабахського окружного комітету КП(б) Азербайджану в місті Агдамі.
У серпні 1929 — травні 1930 року — інструктор ЦК КП(б) Азербайджану в місті Баку.
У травні — серпні 1930 року — завідувач розподільного відділу ЦК КП(б) Азербайджану.
У серпні 1930 — лютому 1932 року — слухач курсів марксизму-ленінізму при ЦК ВКП(б) у Москві.
У лютому — жовтні 1932 року — відповідальний інструктор, у жовтні 1932 — квітні 1933 року — заступник завідувача організаційно-інструкторського відділу Середньо-Азіатського бюро ЦК ВКП(б) у місті Ташкенті.
У квітні 1933 — квітні 1937 року — 1-й секретар Кара-Калпацького обласного комітету ВКП(б) — КП(б) Узбекистану.
До грудня 1937 року — тво. начальника Управління новолуб'яних культур Народного комісаріату землеробства СРСР.
9 грудня 1937 року заарештований органами НКВС. 4 жовтня 1938 року виїзною сесією Військової колегії Верховного суду СРСР у місті Ташкенті засуджений до страти, того ж дня розстріляний. 
Посмертно реабілітований постановою Військової колегії Верховного суду СРСР 19 вересня 1956 року. Відновлений в членах КПРС 26 березня 1958 року.